# Chondryty oliwinowo-bronzytowe

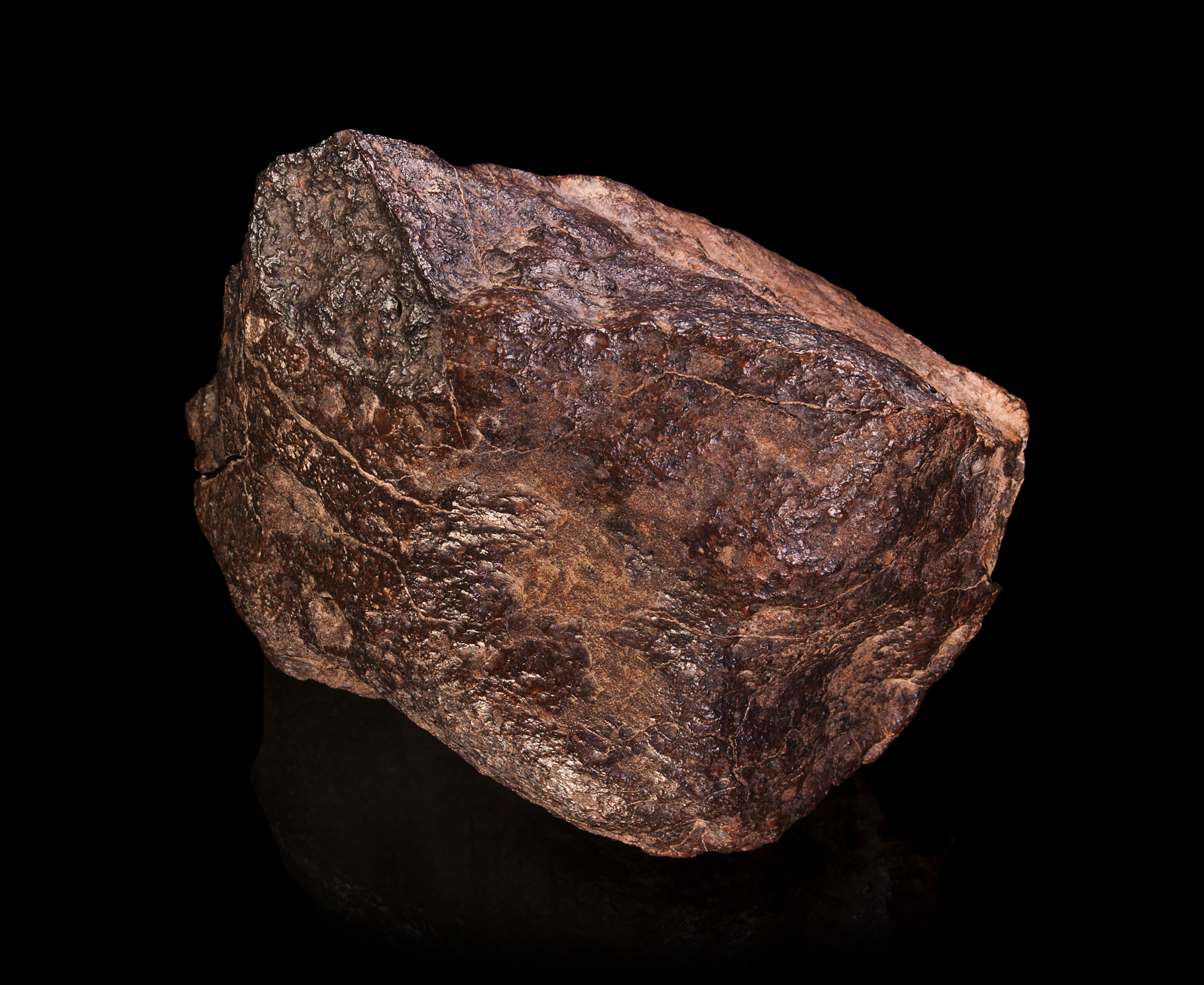
Przykład chondrytu oliwinowo-bronzytowego H5

Chondryty oliwinowo-bronzytowe – grupa meteorytów należących do chondrytów zwyczajnych oznaczona ogólnym symbolem H. Zawartość minerałów w tym typie meteorytów jest taka sama jak w przypadku chondrytów oliwinowo-hiperstenowych. Różnią się jedynie proporcjami występujących w nich minerałów. Nazwa chondrytu pochodzi od bronzytu (MgFeSiO3), rodzaju piroksenu. Chondryty oliwinowo-bronzytowe podlegają jeszcze podziałowi na grupy: H3, H4, H5, H6. Wiek kosmiczny chondrytów oliwinowo-bronzytowych ocenia się na 4 do 69 milionów lat. Występują dwie liczne grupy wiekowe: 5 i 22 miliony lat.

## Procentowy skład mineralny
- Oliwin 25% – 40%
- Piroksen rombowy 20% – 35%
- Plagioklaz 5% – 10%
- Stop żelazowo-niklowy 16% – 21%
- Troilit ok. 5%